# Udmurtiska
Udmurtiska (удмурт кыл, udmurt kyl), tidigare kallat votjakiska, är ett finsk-ugriskt (permiskt) språk som talas i Ryssland, särskilt av udmurterna i den autonoma republiken Udmurtien, där det är officiellt språk tillsammans med ryska. Antal etniska udmurter är ca 550 000 men bara ca 340 000 av dem talar udmurtiska, vilket betyder att språket klassificeras som ett hotat språk.. Det skrivs med en variant av det kyrilliska alfabetet. Den äldsta funna skrivna udmurtiskan är från 1700-talet. Språket har påverkats i hög grad av ryska, tjuvasjiska och tatariska. Udmurtiska delas i fyra dialektgrupper.

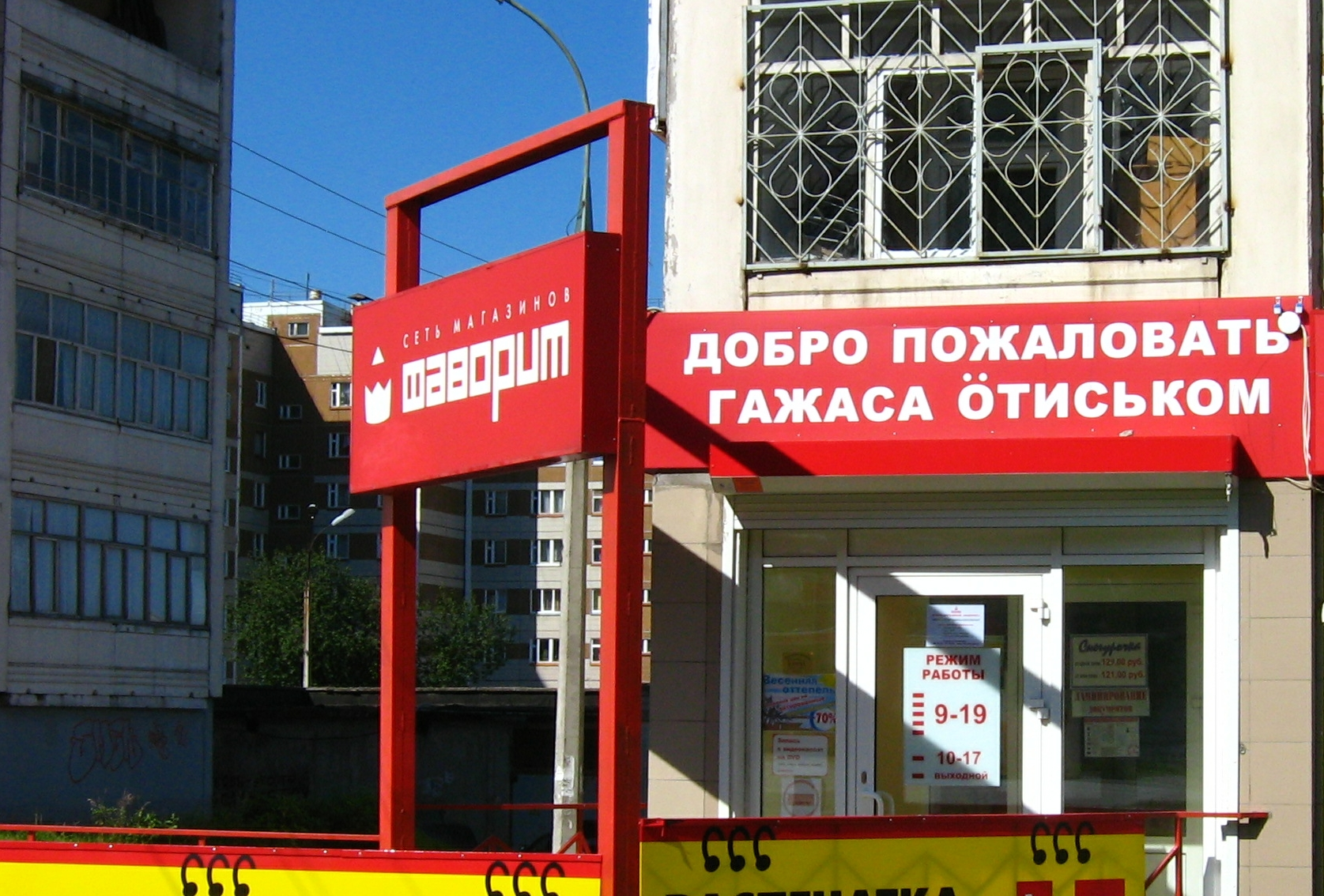
En tvåspråkig skylt i Izjevsk.

Det ryska bidraget till Eurovision Song Contest 2012, "Party for Everybody" med gruppen Buranovskije Babusjki, framfördes på udmurtiska (och delvis på engelska).
En fullständig översättning av Bibeln publicerades för första gången 2013.

## Fonologi

### Konsonanter
|             | Labial | Alveolar | Postalveolar | Alveolopalatal | Palatal | Velar  |
| ----------- | ------ | -------- | ------------ | -------------- | ------- | ------ |
| Klusil      | p \| b | t \| d   |              |                |         | k \| g |
| Affrikat    |        | ts \| dz | ʧ \| ʤ       | tɕ \| dʑ       |         |        |
| Frikativ    | f \| v | s \| z   | ʃ \| ʒ       | ɕ \| ʑ         |         | x      |
| Nasal       | m      | n        |              |                | ɲ       | ŋ      |
| Approximant |        | l        |              |                | j       |        |
| Tremulant   |        | r        |              |                |         |        |

Källa:

### Vokaler
|           | Främre | Central | Bakre |
| --------- | ------ | ------- | ----- |
| Sluten    | i      | ɨ       | u     |
| Halvöppen | e      | ə       | o     |
| Öppen     | a      |         |       |

Källa:

## Grammatik
Udmurtiska har en grammatik som liknar andra uraliska språk.
Det är femton kasus. Substantiv och personal pronomen har inte manliga och kvinnliga former (han/hon). Språket använder negativa verb för negationer av verb.